# 東省特別區
東省特別區是中華民國的一个特別行政區，位於黑龍江、吉林两省里面，原為東清鐵路附屬地的區域。

## 沿革
1896年與1898年，俄國透過《中俄密約》和《旅大租地條約》，取得在滿洲境內修築與經營鐵路的權利。東省鐵路（東清鐵路、中東鐵路）西起滿洲里，經哈爾濱抵綏芬河。並有一南滿支線自哈爾濱經長春、瀋陽至大連、旅順。日俄戰爭後，俄國將長春以南讓給日本，成為南滿鐵道（簡稱滿鐵）。
當時無論是東清鐵路還是南滿鐵道，俄國與日本皆將條約擴大解釋，將鐵路周圍地區亦一併劃入行政管轄，並興建城市。
中華民國成立後，北洋政府逐漸收回鐵路附屬地的管轄權。1917年起陸續在吉林、黑龍江省的哈爾濱、中東鐵路沿線布防，成立中東鐵路警備司令部。1919年7月改設中東鐵路護路軍總司令部，以及哈長、哈滿、哈綏三個分司令部。1917年俄国十月革命后，中国政府追随协约国立场，不承认苏俄政权，仍然继续遵守中国与沙俄的各种条约。在哈尔滨的以中东铁路局长霍尔瓦特为首的白俄势力和以留金为首的工兵苏维埃为争夺路权展开激烈斗争，造成铁路附属地内社会秩序大乱。1920年3月中東鐵路工人大罷工後，中國軍隊解除鐵路沿線俄軍武裝，接管路務。10月31日北京政府收回司法權，頒布《東省特別區法院編制條例》，規定中東鐵路附屬地改稱東省特別區，由司法部定為特別司法區，設東省特別區法院處理該區之司法案件。全區域分為五個區：第一區為哈爾濱。
1921年2月5日成立東省特别區市政管理局，下設滿洲里、綏芬河、博克圖、長春、穆棱、張家灣、一面坡、安達等9個市政分局，接管中東鐵路沿線各地市政。
1922年2月28日中蘇議定《中東鐵路大綱》，收回中東鐵路主權，規定中東鐵路由中國政府設置機構管理。11月24日，东三省保安总司令张作霖宣布，中東鐵路沿線11-15公里以内區域，劃為東省特别區，成立东省特别行政区长官公署。处理辖区军警、外交、行政、司法各项事务。東省特别區行政長官由護路軍總司令兼，監督區內之行政、司法、軍警、外交機關。
1922年12月公布《東省特别區行政長官辦事條例大綱》。1923年3月於哈爾濱正式成立東省特别區行政長官公署，设在原中东铁路警察局办公楼内（现哈尔滨市南岗少年宫址）。办公楼门前的夹树街也改为长官公署街，解放后改为民益街。隨後於3月15日決定將中東鐵路沿線各鐵路交涉分局改為市政分局，4月1日實行市政分局辦事章程。市政分局設於：長春、張家灣（今吉林省德惠）、一面坡、横道河子、穆棱（今穆棱镇）、綏芬河、滿溝（今肇東）、安達、昂昂溪、扎蘭屯、博克圖、海拉爾、滿洲里。
1924年5月，中央政府批准東省特别區獨立於吉林、黑龍江省之外，為一省級的特別行政區域。
1926年3月解散俄國的哈爾濱市自治公議會及董事會，所有市有財產由東省特別區市政管理局接收，經過28年俄國治理後，至此收回全部行政權。9月1日，東省特别區行政長官公署宣布成立哈爾濱特別市（轄原俄國的市公議會管轄的區域）。
1932年日本佔領滿洲設立滿洲國初期亦沿襲，之後隨著蘇聯將東清鐵路賣給滿洲國，更名北滿鐵路，東省特別區亦隨之更名為「北滿特別區」。1933年東省特別區哈爾濱特別市、東省特別區市政管理局直轄區、吉林省濱江縣、吉林省濱江市、黑龍江省松浦市合并为哈爾濱特別市，由滿洲國國務院直轄。

## 行政組織
1923年3月1日於哈爾濱設立東省特別區行政長官公署，1932年3月14日更名東省特別區長官公署。滿洲國時期，1935年6月21日改為北滿特別區公署，同年年底裁撤。首長稱行政長官，掌理全區政務，負責軍政、公安、司法、外交等行政事務，發布命令、制定特區內的法規、任免官員、管理軍警。
公署內設秘書、政務廳，廳下設總務科、內務科、教育科、實業科、承宣處、電務處。公署下轄東省特區地畝管理局、市政管理局、鐵路路警處、特區警察總管理處、哈爾濱交涉署、呼倫貝爾交涉局、吉林鐵路交涉局、黑龍江鐵路交涉局等。

### 歷任行政長官
1. 朱慶瀾
2. 王樹瀚
3. 沖漢
4. 張煥相
5. 張景惠